# Lijst van county's in Virginia
De Amerikaanse staat Virginia is onderverdeeld in 95 county's en 38 onafhankelijke steden. Deze onafhankelijke steden behoren niet bij een county, maar kunnen wel fungeren als hoofdplaats van een aangrenzende county, wat bij 14 county's het geval is. Virginia is een van de weinige Amerikaanse staten waar steden deze bevoegdheden kunnen hebben.

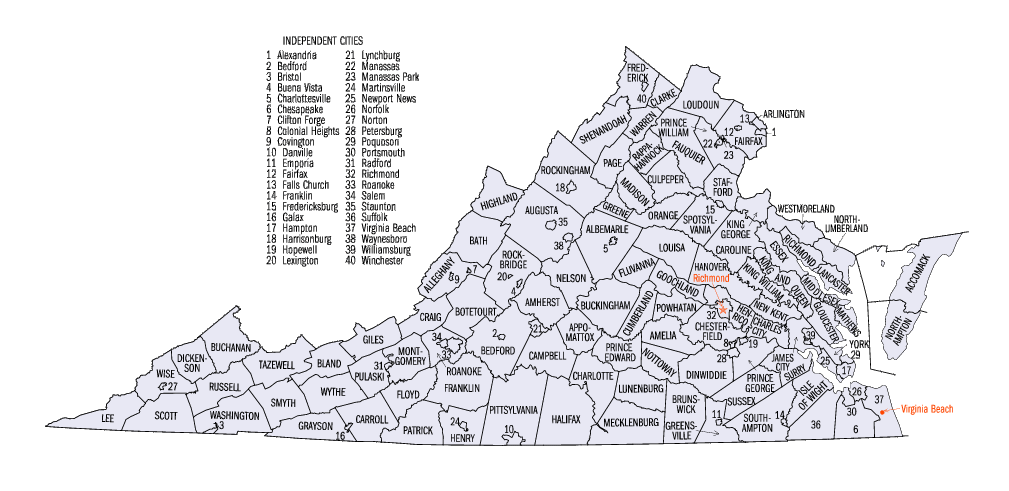
County's en onafhankelijke steden van Virginia. NB: Op de kaart staan nog 40 onafhankelijke steden. Echter in 2001 besloot de stad Clifton Forge zijn onafhankelijkheid op te geven en zich weer aan te sluiten bij Alleghany County.

De met * aangemerkte hoofdplaatsen zijn onafhankelijke steden en horen niet bij de county.
| County         | Inwoners 1 juli 2007 | Hoofdplaats                | Inwoners 1 juli 2007 |
| -------------- | -------------------- | -------------------------- | -------------------- |
| Accomack       | 38.485               | Accomac                    | 529                  |
| Albemarle      | 93.117               | Charlottesville *          | 41.228               |
| Alleghany      | 16.387               | Covington *                | 6168                 |
| Amelia         | 12.686               | Amelia Courthouse          |                      |
| Amherst        | 32.223               | Amherst                    | 2208                 |
| Appomattox     | 14.199               | Appomattox                 | 1726                 |
| Arlington      | 204.568              | Arlington                  | 204.568              |
| Augusta        | 70.922               | Staunton *                 | 23.834               |
| Bath           | 4635                 | Warm Springs               |                      |
| Bedford        | 66.750               | Bedford *                  | 6286                 |
| Bland          | 6883                 | Bland                      |                      |
| Botetourt      | 32.005               | Fincastle                  | 353                  |
| Brunswick      | 17.811               | Lawrenceville              | 1342                 |
| Buchanan       | 23.900               | Grundy                     | 975                  |
| Buckingham     | 15.932               | Buckingham                 |                      |
| Campbell       | 52.840               | Rustburg                   | 1313                 |
| Caroline       | 27.282               | Bowling Green              | 1018                 |
| Carroll        | 29.120               | Hillsville                 | 2665                 |
| Charles City   | 7166                 | Charles City               |                      |
| Charlotte      | 12.333               | Charlotte Court House      | 440                  |
| Chesterfield   | 299.689              | Chesterfield Court House   | 4087                 |
| Clarke         | 14.361               | Berryville                 | 3157                 |
| Craig          | 5141                 | New Castle                 | 172                  |
| Culpeper       | 45.723               | Culpeper                   | 13.497               |
| Cumberland     | 9626                 | Cumberland                 |                      |
| Dickenson      | 16.168               | Clintwood                  | 1503                 |
| Dinwiddie      | 25.747               | Dinwiddie                  |                      |
| Essex          | 10.862               | Tappahannock               | 2172                 |
| Fairfax        | 1.010.241            | Fairfax *                  | 23.349               |
| Fauqier        | 66.328               | Warrenton                  | 8877                 |
| Floyd          | 14.641               | Floyd                      | 433                  |
| Fluvanna       | 25.329               | Palmyra                    |                      |
| Franklin       | 51.133               | Rocky Mount                | 4544                 |
| Frederick      | 72.880               | Winchester *               | 25.733               |
| Giles          | 17.228               | Pearisburg                 | 2766                 |
| Gloucester     | 38.336               | Gloucester Courthouse      | 2495                 |
| Goochland      | 20.615               | Goochland                  |                      |
| Grayson        | 16.072               | Independence               | 903                  |
| Greene         | 17.860               | Stanardsville              | 501                  |
| Greensville    | 11.912               | Emporia *                  | 5619                 |
| Halifax        | 35.530               | Halifax                    | 1272                 |
| Hanover        | 98.946               | Hanover                    |                      |
| Henrico        | 289.822              | Richmond *                 | 200.123              |
| Henry          | 55.544               | Martinsville *             | 14.578               |
| Highland       | 2446                 | Monterey                   | 145                  |
| Isle of Wight  | 35.035               | Isle of Wight              |                      |
| James City     | 61.195               | Williamsburg *             | 12.434               |
| King and Queen | 6882                 | King and Queen Court House |                      |
| King George    | 22.630               | King George                |                      |
| King William   | 15.689               | King William               |                      |
| Lancaster      | 11.532               | Lancaster                  |                      |
| Lee            | 23.461               | Jonesville                 | 969                  |
| Loudoun        | 278.797              | Leesburg                   | 38.465               |
| Louisa         | 31.961               | Louisa                     | 1549                 |
| Lunenburg      | 13.018               | Lunenburg                  |                      |
| Madison        | 13.719               | Madison                    | 215                  |
| Mathews        | 9041                 | Mathews                    |                      |
| Mecklenburg    | 32.106               | Boydton                    | 459                  |
| Middlesex      | 10.637               | Saluda                     |                      |
| Montgomery     | 89.193               | Christiansburg             | 19.176               |
| Nelson         | 14.245               | Lovingston                 |                      |
| New Kent       | 17.109               | New Kent                   |                      |
| Northampton    | 13.401               | Eastville                  | 193                  |
| Northumberland | 12.897               | Heathsville                |                      |
| Nottoway       | 15.755               | Nottoway                   |                      |
| Orange         | 32.492               | Orange                     | 4580                 |
| Page           | 24.142               | Luray                      | 4858                 |
| Patrick        | 18.870               | Stuart                     | 1441                 |
| Pittsylvania   | 60.826               | Chatham                    | 1267                 |
| Powhatan       | 27.817               | Powhatan                   |                      |
| Prince Edward  | 21.360               | Farmville                  | 7172                 |
| Prince George  | 35.886               | Prince George              |                      |
| Prince William | 360.411              | Manassas *                 | 35.412               |
| Pulaski        | 35.060               | Pulaski                    | 9047                 |
| Rappahannock   | 7199                 | Washington                 | 174                  |
| Richmond       | 9171                 | Warsaw                     | 1361                 |
| Roanoke        | 90.420               | Roanoke *                  | 92.600               |
| Rockbridge     | 21.498               | Lexington *                | 7026                 |
| Rockingham     | 73.524               | Harrisonburg *             | 44.039               |
| Russell        | 28.838               | Lebanon                    | 3177                 |
| Scott          | 22.787               | Gate City                  | 2056                 |
| Shenandoah     | 40.403               | Woodstock                  | 4265                 |
| Smyth          | 32.050               | Marion                     | 6048                 |
| Southampton    | 17.654               | Courtland                  | 1248                 |
| Spotsylvania   | 119.194              | Spotsylvania Courthouse    | 4992                 |
| Stafford       | 120.723              | Stafford                   |                      |
| Surry          | 7089                 | Surry                      | 253                  |
| Sussex         | 12.222               | Sussex                     |                      |
| Tazewell       | 43.855               | Tazewell                   | 4288                 |
| Warren         | 36.294               | Front Royal                | 14.565               |
| Washington     | 52.733               | Abingdon                   | 7968                 |
| Westmoreland   | 17.252               | Montross                   | 309                  |
| Wise           | 41.666               | Wise                       | 3237                 |
| Wythe          | 28.538               | Wytheville                 | 8109                 |
| York           | 61.271               | Yorktown                   | 220                  |

## Onafhankelijke steden
De 38 onafhankelijke steden van Virginia met tussen haakjes het aantal inwoners.
| - Alexandria (140.024) - Bristol (17.593) - Buena Vista (6482) - Charlottesville (41.228) - Chesapeake (219.154) - Colonial Heights (17.796) - Covington (6168) - Danville (44.947) - Emporia (5619) - Fairfax (23.349) - Falls Church (10.948) - Franklin (8906) - Fredericksburg (22.410) | - Galax (6824) - Hampton (146.439) - Harrisonburg (44.039) - Hopewell (23.028) - Lexington (7026) - Lynchburg (71.282) - Manassas (35.412) - Manassas Park (11.426) - Martinsville (14.578) - Newport News (179.153) - Norfolk (235.747) - Norton (3724) - Petersburg (32.885) | - Poquoson (11.858) - Portsmouth (101.967) - Radford (16.133) - Richmond (200.123) - Roanoke (92.600) - Salem (25.233) - Staunton (23.834) - Suffolk (81.332) - Virginia Beach (434.743) - Waynesboro (21.656) - Williamsburg (12.434) - Winchester (25.733) |

Alabama · Alaska · Arizona · Arkansas · Californië · Colorado · Connecticut · Delaware · Florida · Georgia · Hawaï · Idaho · Illinois · Indiana · Iowa · Kansas · Kentucky · Louisiana · Maine · Maryland · Massachusetts · Michigan · Minnesota · Mississippi · Missouri · Montana · Nebraska · Nevada · New Hampshire · New Jersey · New Mexico · New York · North Carolina · North Dakota · Ohio · Oklahoma · Oregon · Pennsylvania · Rhode Island · South Carolina · South Dakota · Tennessee · Texas · Utah · Vermont · Virginia · Washington · West Virginia · Wisconsin · Wyoming